# Fontenai-les-Louvets

Fontenai-les-Louvets este o comună în departamentul Orne, Franța. În 1 ianuarie 2018 avea o populație de 273 de locuitori.